# Itoplectis albipes
Itoplectis albipes là một loài tò vò trong họ Ichneumonidae.